# Alexander von Bandrowski

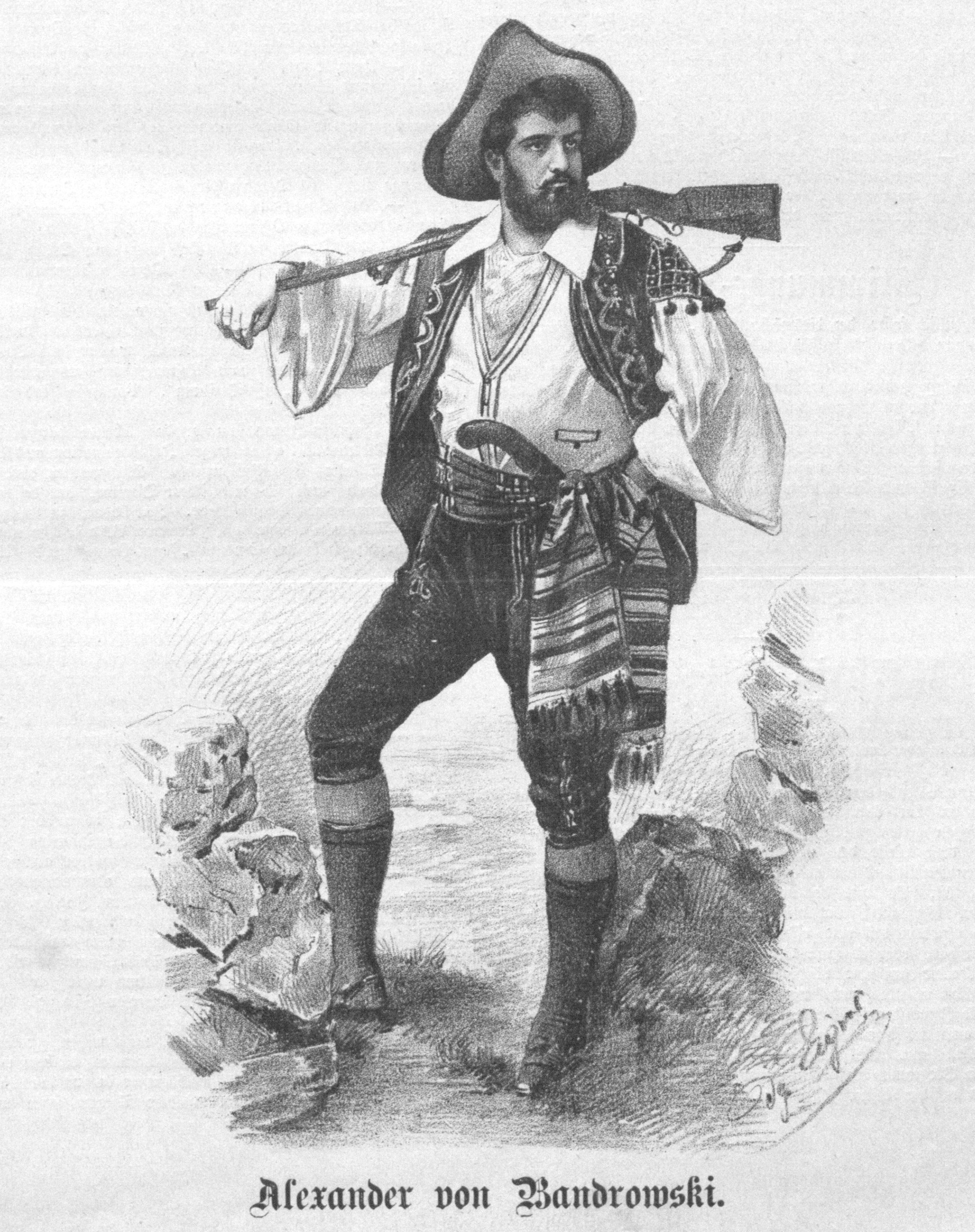
Alexander von Bandrowski, 1890

Alexander Ritter von Bandrowski, auch Aleksander Sas von Nowosielce Bandrowski, Pseudonym Barski (22. April 1860 in Lubaczów, Galizien – 28. Mai 1913 in Krakau) war ein österreichisch-polnischer Theaterschauspieler, Opernsänger (Tenor) und Intendant.

## Leben
Bandrowski, Sohn eines k.k. österreichischen Bezirkshauptmanns, sollte Jurist werden und besuchte deswegen nach Abschluss des Gymnasiums in Krakau die dortige Universität. 1881 beschloss er zur Bühne zu gehen. Er versuchte sich zuerst als Schauspieler, wurde jedoch von Kunstfreunden auf seine Stimme aufmerksam gemacht. 
Er begab sich nach Italien zu Antonio Sangiovanni und ging hierauf nach Wien, um seine Stimme bei Luigi Salvi weiter ausbilden zu lassen.
Sein erstes Engagement hatte er in Linz, ging dann zu Kroll nach Berlin (1887) und Wien (1888), sodann nach Prag (1889). Am 1. Juni 1889 wurde er an das Stadttheater Frankfurt am Main berufen. Dort blieb er bis 1901.
Danach wirkte er noch gastierend bis 1910 in Polen, hauptsächlich in Krakau und in Lemberg. Von 1905 bis 1908 war er Intendant des Opernhauses von Krakau und wirkte dann als Professor am Konservatorium in dieser Stadt.